# Cyathea gigantea
Cyathea gigantea är en ormbunkeart som först beskrevs av Nathaniel Wallich och William Jackson Hooker, och fick sitt nu gällande namn av Holtt. Cyathea gigantea ingår i släktet Cyathea och familjen Cyatheaceae. Inga underarter finns listade.